# Trilocha myodes
Trilocha myodes är en fjärilsart som beskrevs av West. 1932. Trilocha myodes ingår i släktet Trilocha och familjen silkesspinnare. Inga underarter finns listade i Catalogue of Life.